# Гаврил Геново
Гаврѝл Гѐново е село в Северозападна България. Намира се в община Георги Дамяново, област Монтана.

## География
Селото е разположено на десния бряг на река Огоста при водослива ѝ с Дългоделска Огоста, която разделя селото на два квартала – Илица и Соточино. Някога самостоятелни села, през 1958 г. те са обединени в едно селище, разделено от един мост, носещо името на Гаврил Генов, организатор на Септемврийското въстание и командир на въстаническата рота.

## История
Соточино̀ се споменава най-напред в турски документ от 1607 г. като Сатучна, а Илица (Сръбляница) – в документ от 1576 г. като Усрабиче (Сръбица). В историческите извори Соточино се споменава също като Сааточин, Сжточина, Съточино, Сотучино и Сутучино.
Жители на Соточино вземат участие в Чипровското въстание от 1688 година и в Манчовата буна от  1836 г.
В 1873 година Соточино е с 40 домакинства и 175 жители, а Илица – с 22 домакинства и 140 жители.
В Руско-турската освободителна война в селото е разположен отряд башибозуци. Селяните съобщават на руските войски за отряда и за принудително изпращане на селяни в Берковица като жив щит срещу евентуална артилерийска бомбардировка на града. Селяните са накарани да копаят окопи за турските войски.
В 1923 година жители на селото участват активно в Септемврийското въстание в редиците на Лопушанската дружина под ръководството на Георги Дамянов.

## Забележителности
Православният храм „Свети Георги“ е съграден през 1873 година в тогавашното село Соточино от майстор Алекси Ангелаков. Църквате е каменна, еднокорабна. На входа на църковния двор е изградена и камбанария.
В селото се намира читалище „Цеко Тодоров“, основано през 1899 година, с богата библиотека с 13 000 тома книги, провеждани са културни мероприятия и вечеринки.
През 1970-те и 1980-те години в салона на читалището е функционирало кино със специални за времето си кино- и радиоапаратура, внесени от ГДР. Прожекциите спират към края на 1980-те години, след като киносалонът е унищожен от пожар.
Близо до селото се намира мемориален комплекс „Балова шума“ с паметник на партизански отряд „Христо Михайлов“, който е бил голяма забележителност през социализма, изграден в памет на партизанското движение в района.
Наблизо има и микроязовир, който се използва за рибарник.

## Редовни събития
- първата седмица след Гергьовден – събор на селото

## Известни личности
Родени в Гаврил Геново
- Аврам Стоянов (1892 – 1942), профсъюзен деец, политик и терорист
- Антон Кожухаров (1845 – 1877), щабскапитан от Руската армия – първият българин загинал в Руско-турската Освободителна война[8]
- Бойко Тодоров (1912 – 2005), български партизанин
- Вера Начева (1904 – 1996), българска партизанка и политик от БКП
- Галилей Симеонов (1929 – 2021), художник, преподавател от СХГ, почетен гражданин на община Георги Дамяново[9]
- Иван Димитров (1901 – 1949), български партизанин и политик от БКП
- Иван Петров (1894 – 1974), български комунист
- Коста Стоянов (1904 – 1965), генерал-майор, професор, хирург
- Петър Зарков (1900 – 1974), участник в Септемврийското въстание и кмет на град Берковица.
- Станка Цекова (1901 – 1984), политик

## Други
Според официалната статистика в 1903 година село Соточино има 527 жители, а село Сръбляница – 320 жители.
Имало е функционираща ремонтна работилница, селско стопанство, машинно-тракторна станция със стотици трактори и комбайни, оранжерия, която работи до 2008 г.
Детски дом за деца без родителски грижи „Отец Паисий“ – голямо учебно заведение за изоставени деца в училищна възраст, разполагащо с 2 корпуса за живеене, няколко спортни пощадки, кухня и др. Закрит е през 2005 – 2006 г.

## Галерия
- Читалището с парка пред него
- Паметна плоча на загиналите през Първата световна война
- Паметник на загиналите партизани и училище „Отец Паисий“
- Църквата „Свети Георги“